# Miloš Obilić
Miloš Obilić (Милош Обилић, také podle některých zdrojů i Miloš Kobilić) (1350–červen 1389) byl srbský rytíř v dobách středověku, často vzpomínaný v srbské epické poezii.
Nejznámější je jeho úloha, jako rytíře, který zabil tureckého sultána Murada I. v bitvě na Kosově poli. Sloužil ve službách tehdejšího knížete Lazara Hrebeljanoviće, první historická zmínka o něm se objevuje v dodatečných (o několik století) záznamech o Bitvě u Pločniku, které se účastnil a ve které byl raněn. V národních epických písních i legendách je Miloš oslavován jako hrdina s nadpřirozeným původem i silami (jeho matka je zde označována jako víla a jeho otec jako drak). Svoji velkou sílu Miloš získal od kobylího mléka, podle které získal také i svoji přezdívku – Kobilić nebo Kobilović). Měl také mimořádného koně, který nesl jméno Ždral. Jeho bratři byli Milan Toplica a Ivan Kosančić a jeho žena byla Mara, dcera knížete Lazara Hrebeljanoviće.
Podle nejpopulárnější verze slavné legendy 15. června, během bitvy na Kosově poli, přišel Miloš – vydávající se za přeběhlíka na tureckou stranu – do osmanského tábora. V nejvhodnější chvíli zde potkal sultána a smrtelně jej ranil nožem. Podle tureckých zdrojů z této doby Sultán Murad padl po bitvě, když jej Obilić, předstírající mrtvého ve chvíli, kdy se sultán přiblížil, zabil zblízka nožem. Za to byl o den později popraven.